# Vibrante simple lateral velar
La vibrante simple lateral velar es un alófono de la aproximante lateral velar en algunas lenguas de Nueva Guinea, como Kanite y Melpa. La duración extremadamente corta de la [ʟ] en la posición intervocálica (20-30 ms) merece llamarlo una vibrante, según Peter Ladefoged e Ian Maddieson.
No hay ningún símbolo específico para este sonido. Sin embargo, una <L> en pequeña mayúscula con diacrítico de extra-corto, [ʟ̆], podría ser utilizado para transcribir este sonido.
- Datos: Q7918821